# Mercedes-Benz W210
Mercedes-Benz W210 — второе поколение легковых автомобилей E-класса немецкой торговой марки Mercedes-Benz. Пришло на смену Mercedes-Benz W124 и производилось с 1995 по 2003 год. Автомобиль выпускался в кузове седан (W210) по 2002 год и универсал (S210) по 2003 год. Впервые дизайнеры компании Mercedes-Benz использовали в серийных автомобилях двойные овальные фары, определившие облик целого ряда моделей фирмы.
В 1999 году кузов W210 подвергся модернизации. Седан и универсал получили новый капот с решёткой радиатора, фары, задние фонари, бамперы, корпуса зеркал с указателями поворотов. На панели приборов под спидометром появился многофункциональный экран бортового компьютера. На рулевом колесе разместили кнопки управления аудиосистемой, навигацией и телефоном. Также появилась новая 5-ступенчатая автоматическая коробка передач с функцией ручного переключения передач Touch Shift. Кроме того, система ESP отныне была включена в базовое оборудование.
В 2003 году производство Mercedes-Benz W210 было окончено и на смену ему пришла модель Mercedes-Benz W211. Всего за 8 лет было собрано 1 653 437 единиц автомобиля (1 374 199 в кузове седан и 279 238 универсалов).

## История

### Предыстория
В 1988 году через три года после презентации автомобиля Mercedes-Benz W124 стартовала разработка прототипа W210. Внешний вид, который разрабатывался между 1989 и 1991 годами Стивом Маттином под руководством главного конструктора Бруно Сакко, ознаменовал новую концепцию дизайна автомобилей E-класса, которая впоследствии легла и во многие другие модели марки. Проектные работы были заморожены в мае 1992 года и применены на тестовом автомобиле в конце 1992 года. Ключевая концепция была анонсирована на Coupe Concept, показанного на Женевском автосалоне в марте 1993 года. Патенты на дизайн как купе, так и W210 в кузове седан были поданы 25 февраля 1993 года в Германии и 25 августа 1993 года в США.
Впоследствии концепция внешнего вида второго поколения E-класса была применена на других моделях CLK- (W208 , W209, C208, C209, A208, A209), C- (W203, CL203, S203), CL- (C215) и SL-классов (R230).

### 1995—1999
Официальный выпуск автомобиля Е-класс W210 был налажен в 1995 году. Модель с несущим кузовом представляла собой классическую компоновку: переднее расположение двигателя, привод на задние колёса. Первоначально автомобиль был доступен с выбором из восьми двигателей, пять из которых работали на бензине (четырёхцилиндровые Е200 и Е230, шестицилиндровые Е280 и Е320 и V8 Е420), а три (I4 E220, шестицилиндровым E300 Diesel и турбодизельный E290) — на дизельном топливе. Большинство из этих двигателей были основаны на силовых установках, которые уже доказали высокую надёжность на автомобилях Mercedes-Benz W124 и Mercedes-Benz W202 (С-класс). В зависимости от размера топливного бака объём багажника равнялся 500 литрам (65 л. бак) или 520 литров (80 л. бак). Версия, предназначенная для транспортировки длинномерных предметов, оснащалась 70-литровым топливным баком.
Через год после начала производства в июне была представлена версия в кузове универсал (S210 или T-Modell). Она имела больший задний свес, чем у седана. Длина автомобиля составила 4850 мм, ширина — 1799 мм, высота — 1496 мм. Грузовое пространство стало значительно объёмнее, чем у предшественника в таком же кузове, и составляло 600 литров. При сложенных задних сиденьях и иных мерах грузоподъёмность вырастала до 1975 литров. Как и седан, универсал изготавливается в линиях исполнения Classic, Elegance и Avantgarde.
На основе универсала была создана удлинённая версия (VF 210 от нем. Fahrgestell-Variante), которая использовалась как машины скорой помощи, для похоронных бюро и в других целях. Шасси автомобиля было продлено на 737 миллиметров. Первоначально модельный ряд двигателей состоял из турбодизельного Е290, впоследствии к нему присоединись модели E250 Diesel (для рынка Италии), Е280 и Е220 CDI. Производство было налажено компанией Binz.
С апреля 1995 года на заводе в Зиндельфингене изготавливались бронированные седаны (класса В6) на основе W210. Особенностью бронирования является полная интеграция защитных элементов в конструкцию кузова. Большой вес дополнительных элементов бронирования требовал повышенной мощности, поэтому бронирование предлагалось для модели E420 (с сентября 1997-го — E430) с двигателем V8. В марте 1997 года была также предложена модификация, которая имела уровень защиты B4, что обеспечивало защиту от наиболее распространенных моделей пистолетов. Автомобиль стал облегчённым, поэтому с осени 1997 предлагался для шести-цилиндровых двигателей (модель E320).
В 1996 году по запросу королевского двора Таиланда при сотрудничестве с компанией Binz был собран эксклюзивный 6-дверный вариант E-класса: E320 с полным третьим рядом сидений и увеличенной на 970 мм колёсной базой. В связи с большим спросом на длиннобазные версии W210 в конце 1996 года было налажено производство. Заказчику предоставлялся выбор между пяти- и шестицилиндровыми моделями с бензиновыми или дизельными двигателями.

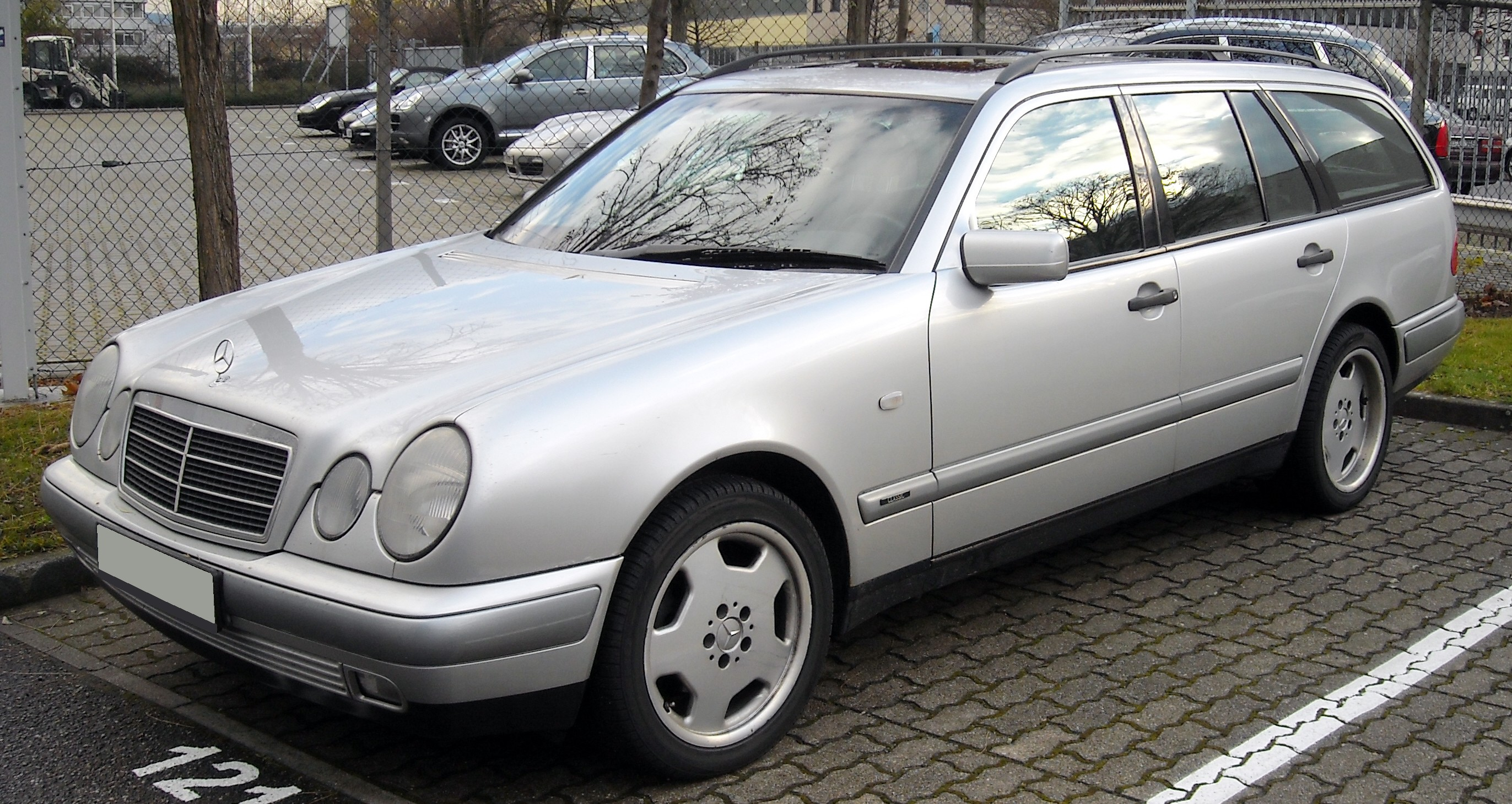
Mercedes-Benz S210

E320 и E300D 1997 модельного года получили новую пятиступенчатую автоматическую коробку передач. Кроме того, компания добавила спорт-пакет в список опций для модели E420, который включал 17-дюймовые колёсные диски, специальные шины, противотуманные фары и различные косметические штрихи. Все модели получили умный датчик, который мог обнаружить присутствие переднего пассажира и принимать решение о необходимости в развёртывании подушек безопасности при аварии. Инфракрасный пульт дистанционного управления системы запирания был заменён радио версией. В боковые передние двери встроили систему автоматической блокировки дверей на скорости 8 км/ч. Новое программное обеспечение и оборудование позволило более гибко рассчитывать и отображать на бортовом компьютере интервалы технического обслуживания, которые основывались на условиях эксплуатации транспортного средства. Обновление также претерпели и двигатели M104 на моделях E280 и E320. Новое поколение V-образных двигателей M112 конструировалось из лёгких металлоконструкций и оснащалось технологией с тремя клапанами.
Основные изменения в W210 1998 года начались с установки нового 3.2-литрового SOHC V6 двигателя на модель E320 и оснащения E300D турбонагнетателем и интеркулером. Позже в качестве опции появилась система полного привода 4MATIC.
В 1998 году была представлена мощная версия E55 AMG на 18-дюймовых легкосплавных дисках AMG, пришедшая на замену модели E50 AMG. 5.4-литровый двигатель ручной сборки в конфигурации V8 генерировал мощность в 349 лошадиных сил. Модель E420 заменили на E430. Для экспортных рынков были введены некоторые нововведения: мощность Е200 Kompressor была повышена, а Е250 Diesel сменили на турбодизельную.
Цена в Германии на автомобиль в комплектации Classic в 1998 году составляла 56 925 немецких марок за E200, 99 820 за E420, 53 935 за E220 Diesel и 68 080 за E300TD. Доплата за кузов универсал составляла 5175 немецких марок, за комплектацию Elegance — 3450 DM (для E420 — бесплатно), за комплектацию Avantgarde — 5750 DM (для E320 — 8300 немецких марок).

### 1999—2002
21 июля 1998 года были поданы и зарегистрированы патенты на обновлённую версию W210, разработка которой началась в 1997 году. В августе обновлённая модель была представлена широкой публике.
Более 1800 компонентов были заменены или изменены в ходе рестайлинга. Модельный ряд 2000 года получил заниженную переднюю часть, обновление бамперов и нижней части кузова, информационную систему под спидометром и мультифункциональный руль. 5-ступенчатая автоматическая коробка передач получила функцию Touch Shift, которая предоставляла возможность полу-ручного переключения передач.
Окрашенные боковые юбки и дверные ручки, закруглённые наружные зеркала с интегрированными поворотниками, новые задние фонари и модернизированный задний бампер способствовали созданию более современного внешнего вида. Вариант в кузове универсал получил рейлинги новой формы и обновлённые колёса. Интерьер автомобиля также претерпел изменения: для отделки салона и приборной панели были применены новые материалы. Инженеры Mercedes-Benz переработали форму дверных панелей и установили складные ручки вместо фиксированных на обивке крыши. Многофункциональный руль с кнопками предоставил возможность водителю управлять телефонном, радио и бортовым компьютером, на котором отображалась информация из различных систем. В стандартное оснащение вошли оконные подушки безопасности и система электронного контроля устойчивости ESP. Новые дополнительные опции включали вентилируемые передние сиденья, динамическую систему навигации и новую широкоформатную информационно-развлекательную систему COMAND.
Все двигатели рабочим объёмом до 2.8 литра оснастили новой шестиступенчатой трансмиссией. Более мощные двигатели в качестве стандартного оснащения (для иных - на заказ) получили новую 5-ступенчатую АКПП. Опционально для двигателей в конфигурации V8 можно было приобрести систему полного привода 4MATIC. Дизельные двигатели получили обновление: E200 CDI и E220 CDI получили прирост производительности. Бензиновые остались без изменений.
Под конец производства Mercedes-Benz W210 выпускался с двигателями E320 и E430, а также специальными сериями в двух цветах — кварцевое серебро (ограниченный выпуск) и чёрный обсидиан. Автомобили оснащались ксеноновыми фарами, 17-дюймовыми легкосплавными дисками и отделкой из клёна/грецкого ореха. Mercedes-Benz W210 стал первым автомобилем марки, выпущенным с ксеноновыми фарами (в том числе с функцией динамического контроля освещения — только для ближнего света).
Цена автомобиля в Германии на 2000 год составляла 54 970 немецких марок за модель E200, 99 418 за E420, 97 280 за E320 CDI, 51 980 за E220D и 60 778 за E300D.

## Описание

### Экстерьер
В отличие от более консервативного стиля предшественника Mercedes-Benz W210 обрёл совершенно новый дизайн. Четыре эллиптические фары в передней части автомобиля и мягкие линии обеспечили динамичный (по меркам того времени и наличии большого автопарка с более прямоугольными формами) внешний вид. Дизайн автомобиля был сразу же оценён наградой «Roter Punkt». Уникальная конструкция кузова обладала низким на момент дебюта автомобиля коэффициентом аэродинамического сопротивления (Cd = 0,27). В качестве лакокрасочного покрытия применялись краски на водной основе.
Колёсная база автомобиля выросла на 33 миллиметра, а общая длина автомобиля на 56 мм.
Стилистика вариантов внешнего и внутреннего оформления нового Е-класса основывалась на уже известной концепции, отработанной на автомобилях C-класса. Базовая модель представляла собой линию Classic, более комфортная и элегантная — Elegance, а спортивный внешний вид и оборудование предоставляла линия Avantgarde. Все три варианта устанавливались на любую из представленных моделей двигателей.

### Интерьер

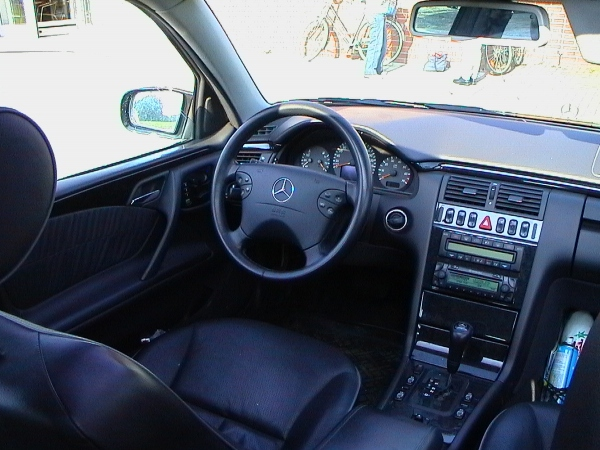
Интерьер Mercedes-Benz W210, 1999-2002

Конструкторы компании придали интерьеру автомобиля массивность и округлость. Как и прежде отделка некоторых элементов салона выполнялась из натурального дерева.
С технической точки зрения автомобиль получил передние и задние стеклоподъёмники, внешний дисплей температуры, пылевой фильтр, систему климат-контроля с рециркуляцией воздуха и третий стоп-сигнал на заднем подоконнике.

### Шасси

#### Подвеска
Многорычажная задняя ось предшественника доказала свою ценность и была применена на автомобиле Mercedes-Benz W210. Спереди установили независимую, двухрычажную подвеску и амортизационные стойки с двойными поперечными рычагами, сзади — независимую 5-рычажную; обе со стабилизаторами поперечной устойчивости.
С 1998 года для автомобиля Mercedes-Benz W210 стала доступна система постоянного полного привода 4MATIC. Её концепция, знакомая по предшественнику, была подвергнута фундаментальной модернизации. Постоянный полный привод получил электронную систему контроля тяги (ETS) — автоматическую систему для предотвращения пробуксовки ведущих колёс во время начала движения, разгона, движения по прямой и в поворотах. Она служит, для достижения наиболее оптимального разгона при различном состоянии дорожного покрытия и, при этом, стабилизации автомобиля на дороге. Система работает путём тормозного воздействия на одно или оба проскальзывающих ведущих колеса. При достижении определенной температуры тормозное воздействие на соответствующее колесо не производится до тех пор, пока температура не понизится. При этом на комбинации приборов загорается контрольная лампа ETS. Температура не измеряется напрямую, а рассчитывается для каждого колеса, исходя из продолжительности и интенсивности тормозного воздействия, температуры воздуха и скорости автомобиля.
Новые модели с системой 4MATIC традиционно разрабатывались и изготавливались при сотрудничестве Steyr-Daimler-Puch Fahrzeugtechnik GmbH в Граце, Австрия.

#### Трансмиссия
Mercedes-Benz W210 первых выпусков по заказу клиента мог быть оснащён 4-ступенчатой автоматической коробкой передач 4G-Tronic (722.3 и 722.4), использовавшейся и в предыдущем поколении Е-класса W124, или 5-ступенчатой АКП 722.5 (тот же 4G-Tronic, только с дополнительной электронно управляемой 5-й повышающей передачей). В базовой комплектации на автомобили устанавливалась 5-ступенчатая механическая коробка передач.
В 1997 году компания стала устанавливать на модель новую 5-ступенчатую трансмиссию 5G-Tronic (722.6) с электронным управлением и блокировкой ГТД. Эта АКПП впервые появилась в 1996 году на модели W140 с двигателем V8. С 2000 года на автомобили вместо 5-ступенчатой механической коробки передач стали устанавливать МКП с 6 передачами.

### Двигатели

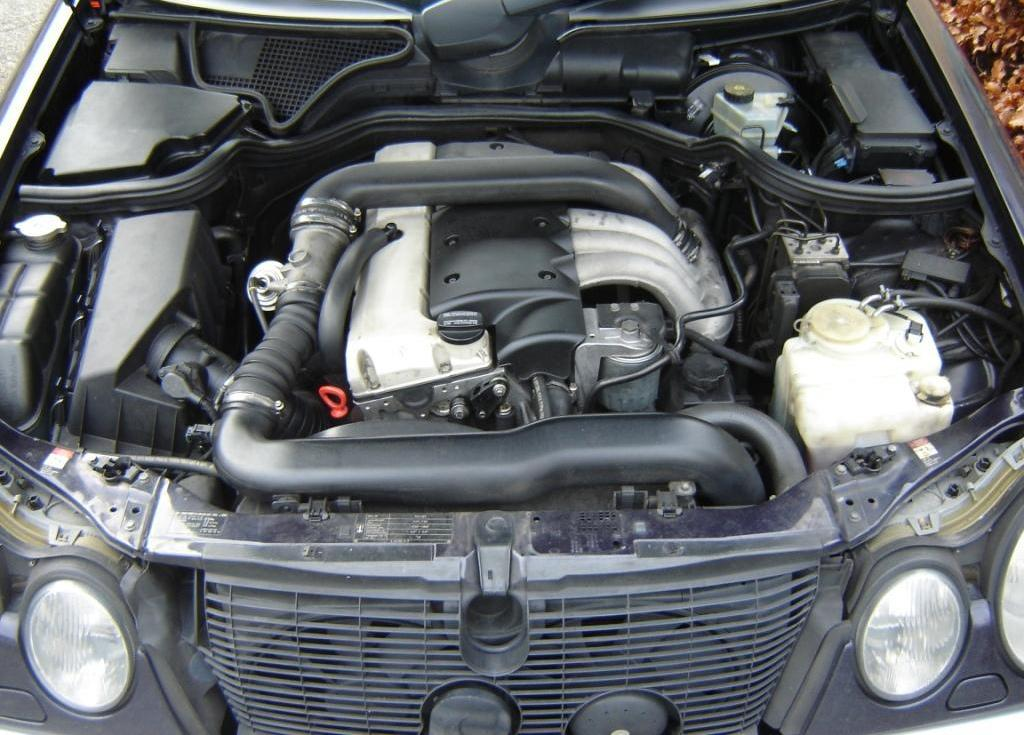
Двигатель OM602

Изначально модельный ряд состоял из уже существующих двигателей, которые стояли на последних автомобилях предшественника Mercedes-Benz W124. В момент запуска модельный ряд состоял из двух дизельных E220 Diesel и E300 Diesel (моторы OM604 и OM606 соответственно с компоновкой I4 и I6), двумя четырехцилиндровыми бензиновыми M111 (E200 и E230) и двумя с шестицилиндровыми M104 E280 и E320. На базе последней тогда еще независимая фирма AMG переделывала уже готовый автомобиль в спортивный E36 AMG.
В 1996 году ряд пополнила популярная модель E290 Turbodiesel с 5-ю цилиндрами и турбонаддувом, а также флагманская модель с мотором V8 М119 E420. Следует заметить, что в отличие от предшественника, контракт с Porsche на сборку 8-цилиндровых автомобилей был завершён, и E420 уже была как часть стандартного выпуска. AMG на этой модели аналогично построила свою версию E50 AMG.
Начиная с 1997 года компания начала внедрять целый ряд двигателей нового поколения, и рядные шести-цилиндровые M104 были заменены на V6 M112. Новый двигатель генерировал 221 л.с. (164 кВт) и 310 Н·м крутящего момента. Скорость разгона от 0 до 100 км/ч составляла 6,9 секунды. Объёмы остались прежними, E280 и E320, но к ним добавилась и версия E240 (в результате выпуск E230 завершился). Дизельный E300 Diesel был заменён на более мощный E300 Turbodiesel, отличавшийся турбонаддувом. Следующий 1998-й год принёс капитальное изменение в модельный ряд. В первую очередь это коснулось дизельных моделей, которые получили новую систему питания общий магистрали (Common rail-DirekteInspritzung или CDI), с двумя моделями двигателя «рядной четвёрки» ОМ611 (E200 CDI и E220 CDI), пятёрки OM612 E270 CDI и шестёрки OM613 E320 CDI (ограниченная серия автомобилей в комплектации Авангард). Однако из-за комплектной эксплуатации таких двигателей, старые турбинные выпускались параллельно до 1999 года. 1998 год также принес изменения и во флагманском секторе, вместо M119 E420, появилась модель Е430 с М113. Хотя W210 вторично не получил полной 5-литровой версии двигателя, тюнинг-ателье AMG было приобретено концерном Daimler AG, и, аналогично версии E60 AMG, выпустило, уже как официальный производитель, автомобиль E55 AMG, который заменил сразу все три предыдущие модели.
В 1999 году автомобиль получил кардинальное обновление, в ходе которого было устранено много дефектов сборки, а также повышена мощность целого ряда двигателей. Последние изменения произошли в 2000 году, когда на двигатель M111 модели E200 был установлен нагнетатель, благодаря чему автомобиль получил название E200 Kompressor. В том же году вышла рестайлинговая модель W210 с двигателями M112 и M113.
В Северной Америке ассортимент моделей также включал в себя две дизельные модели E300, в том числе атмосферные (1996—1997) и с турбонаддувом (1998—1999) 3.0 литра. В 2000 году компания прекратила установку дизельных двигателей на автомобили E-класса для Северной Америки. В 2000—2002 годах в Европе дизельные двигатели были заменены на более продвинутые Common Rail (CDI, Система непосредственного впрыска топлива в дизельных двигателях). CDI двигатели не были предложены в Северной Америке до E320 CDI в новой модели W211. W210 — последнее поколение Е-класса, на которое устанавливались безнаддувные дизельные двигатели, а также рядные 6-цилиндровые бензиновые моторы (до замены их двигателями V6 в 1997 году).

#### Бензиновые
| Модель              | Двигатель                | Рабочий объём см3 | Мощность л.с. @ об-мин | Крутящий момент Н·м @ об.мин. | масса (кг) | Макс. скорость км/ч | Ускорение 0–100 км/ч | Средний расход топлива (л/100 км) | Годы производства |
| ------------------- | ------------------------ | ----------------- | ---------------------- | ----------------------------- | ---------- | ------------------- | -------------------- | --------------------------------- | ----------------- |
| E200                | M111 E20 (111.942HFM)    | 1998              | 136/5500               | 190/4000                      | 1365       | 205                 | 11.4                 | 9.1                               | 05/1995—05/1996   |
| E200                | M111 E20 (111.942HFM)    | 1998              | 136/5500               | 190/ 3700-4500                | 1365       | 205                 | 11.4                 | 9.1                               | 06/1996—07/1999   |
| E200                | M111 E20 (111.942HFM)    | 1998              | 136/5500               | 190/ 3700-4500                | 1435       | 209                 | 10.8                 | 9.3                               | 07/1999—06/2000   |
| E200 Kompressor1    | M111 E20ML (111.947ME)   | 1998              | 186/5300               | 260/ 2500-4800                | 1440       | 231                 | 8.9                  | 9.9                               | 08/1997—07/1999   |
| E200 Kompressor1    | M111 E20ML (111.947ME)   | 1998              | 186/5300               | 260/ 2500-4800                | 1485       | 231                 | 8.9                  | 9.9                               | 07/1999—06/2000   |
| E200 Kompressor EVO | M111 E20EVO ML (111.957) | 1998              | 163/5300               | 230/ 2500-4800                | 1465       | 222                 | 9.7                  | 9.1                               | 05/2000—03/2002   |
| E230                | M111 E23 (111.970HFM)    | 2295              | 150/5400               | 220/ 3700-4500                | 1380       | 215                 | 10.5                 | 8.3                               | 05/1995—06/1998   |
| E240 V6             | M112 E24 (112.911ME)     | 2398              | 170/5900               | 225/ 3000-5000                | 1425       | 223                 | 9.6                  | 10.3                              | 08/1997—07/1999   |
| E240 V6             | M112 E24 (112.911ME)     | 2398              | 170/5900               | 225/ 3000-5000                | 1440       | 223                 | 9.6                  | 10.3                              | 07/1999—05/2000   |
| E240 V6             | M112 E26 (112.914)       | 2597              | 177/5500               | 240/4500                      | 1515       | 229                 | 9.3                  | 11.3                              | 05/2000—03/2002   |
| E280                | M104 E28 (104.945HFM)    | 2799              | 193/5500               | 270/3750                      | 1495       | 230                 | 9.1                  | 10.4                              | 12/1995—03/1997   |
| E280 V6             | M112 E28 (112.921ME)     | 2799              | 204/5700               | 270/ 3000-5000                | 1465       | 234                 | 8.5                  | 10.5                              | 03/1997—07/1999   |
| E280 V6             | M112 E28 (112.921ME)     | 2799              | 204/5700               | 270/ 3000-5000                | 1535       | 230                 | 8.9                  | 10.8                              | 07/1999—03/2002   |
| E280 V6 4MATIC      | M112 E28 (112.921ME)     | 2799              | 204/5700               | 270/ 3000-5000                | 1575       | 226                 | 9.1                  | 11                                | 02/1997—07/1999   |
| E280 V6 4MATIC      | M112 E28 (112.921ME)     | 2799              | 204/5700               | 270/ 3000-5000                | 1645       | 223                 | 9.4                  | 11.5                              | 07/1999—03/2002   |
| E320                | M104 E32 (104.995)       | 3199              | 220/5500               | 315/3850                      | 1525       | 235                 | 7.8                  | 10.4                              | 05/1995—06/1997   |
| E320 V6             | M112 E32 (112.941ME)     | 3199              | 224/5600               | 315/ 3000-4800                | 1505       | 238                 | 7.7                  | 10.3                              | 02/1997—07/1999   |
| E320 V6             | M112 E32 (112.941ME)     | 3199              | 224/5600               | 315/ 3000-4800                | 1555       | 238                 | 7.9                  | 10.3                              | 07/1999—03/2002   |
| E320 V6 4MATIC      | M112 E32 (112.941ME)     | 3199              | 224/5600               | 315/ 3000-4800                | 1595       | 234                 | 8                    | 11.1                              | 06/1997—07/1999   |
| E320 V6 4MATIC      | M112 E32 (112.941ME)     | 3199              | 224/5600               | 315/ 3000-4800                | 1645       | 234                 | 8.3                  | 11.4                              | 07/1999—03/2002   |
| E420                | M119 E42 (119.985)       | 4196              | 279/5700               | 400/3900                      | 1615       | 250                 | 7.1                  | 10.6                              | 02/1996—02/1998   |
| E430                | M113 E43 (113.940ME)     | 4266              | 279/5750               | 400/ 3000-4000                | 1575       | 250                 | 6.6                  | 11.2                              | 08/1997—07/1999   |
| E430                | M113 E43 (113.940ME)     | 4266              | 279/5750               | 400/ 3000-4000                | 1605       | 250                 | 6.6                  | 11.4                              | 07/1999—03/2002   |
| E430 4MATIC         | M113 E43 (113.940ME)     | 4266              | 279/5750               | 400/ 3000-4000                | 1695       | 250                 | 6.8                  | 12.3                              | 07/1999—03/2002   |
| E50 AMG             | M119 E50 AMG             | 4973              | 347/5750               | 480/ 3750-4250                | 1675       | 250                 | 6.2                  | 11.6                              | 01/1996—08/1997   |
| E55 AMG             | M113 E55 (113.980ME)     | 5439              | 354/5500               | 530/3000                      | 1635       | 250                 | 5.7                  | 12.1                              | 10/1997—03/2002   |
| E60 AMG             | M119 E60                 | 5956              | 381/5500               | 580/3750                      | -          | 250                 | -                    | -                                 | 1996—1998         |

#### Дизельные
| Модель           | Двигатель                        | Рабочий объём см3 | Мощность л.с. @ об-мин | Крутящий момент Н·м @ об.мин. | масса (кг) | Макс. скорость км/ч | Ускорение 0–100 км/ч | Средний расход топлива (л/100 км) | Годы производства |
| ---------------- | -------------------------------- | ----------------- | ---------------------- | ----------------------------- | ---------- | ------------------- | -------------------- | --------------------------------- | ----------------- |
| E200 Diesel2     | OM604 D20 (604.917)              | 1997              | 88/5000                | 135/ 2000-4650                | 1375       | 177                 | 17.6                 | 7.6                               | 06/1996—07/1998   |
| E200 CDI         | OM611 DE22LA red. (611.961 red.) | 2151              | 102/4200               | 235/ 1500-2600                | 1465       | 187                 | 13.7                 | 6.3                               | 06/1998—07/1999   |
| E200 CDI         | OM611 DE22LA red. (611.961 red.) | 2148              | 116/4200               | 250/ 1400-2600                | 1515       | 199                 | 12.5                 | 6.2                               | 07/1999—03/2002   |
| E220 Diesel      | OM604 D22 (604.912EVE)           | 2155              | 95/5000                | 150/3100                      | 1385       | 180                 | 17                   | 6.6                               | 05/1995—07/1999   |
| E220 CDI         | OM611 DE22LA (611.961)           | 2151              | 125/4200               | 300/ 1800-2600                | 1465       | 200                 | 11.2                 | 6.3                               | 06/1998—07/1999   |
| E220 CDI         | OM611 DE22LA (611.961)           | 2148              | 143/4200               | 315/ 1800-2600                | 1515       | 213                 | 10.4                 | 6.2                               | 07/1999—03/2002   |
| E250 Diesel3     | OM605 D25 (605.912ERE)           | 2497              | 113/5000               | 170/3200                      | 1435       | 193                 | 15.3                 | 7                                 | 06/1995—07/1999   |
| E250 Turbodiesel | OM605 D25LA (605.962ERE)         | 2497              | 150/4400               | 280/ 1800-3600                | 1485       | 206                 | 10.4                 | 8                                 | 06/1996—07/1999   |
| E270 CDI         | OM647 DE27LA (612.961)           | 2685              | 170/4200               | 370/ 1600-2800                | 1575       | 225                 | 9                    | 6.9                               | 07/1999—03/2002   |
| E290 Turbodiesel | OM602 DE29LA (602.982EVE)        | 2874              | 129/4000               | 300/1800                      | 1475       | 195                 | 11.5                 | 6.8                               | 03/1996—06/1999   |
| E300 Diesel      | OM606 D30 (606.912ERE)           | 2996              | 136/5000               | 210/2200                      | 1485       | 205                 | 12.9                 | 7.4                               | 05/1995—03/1997   |
| E300 Turbodiesel | OM606 D30LA (606.912ERE)         | 2996              | 177/4400               | 330/ 1600—3600                | 1560       | 220                 | 8.9                  | 7.9                               | 04/1997—07/1999   |
| E320 CDI         | OM613 DE32LA (613.961)           | 3226              | 197/4200               | 470/ 1800—2600                | 1605       | 230                 | 8.3                  | 7.8                               | 08/1999—03/2002   |

### Безопасность
Безопасность автомобиля была улучшена по сравнению с предшественником. Прежде всего было произведено увеличение зон деформации. В стандартное оснащение автомобиля для защиты пассажиров установили ограничители силы натяжения ремней и дополнительные подушки безопасности от бокового удара.
Новый E-класс получил более 30 технических новшеств. В стандартную комплектацию вошли такие системы, как электронная противобуксовочная система (ETS) и стеклоочистители с датчиком дождя. Дополнительно можно было оснастить автомобиль парковочным ассистентом PARKTRONIC.
В 1997 году на автомобиль была добавлена система авторизации водителя ELCODE, управляющая при помощи электронного ключа дверьми и зажиганием. Кроме того, автомобили оснастили системой Brake Assist (BAS), которая автоматически распознаёт аварийные манёвры и регулирует тормозное усилие.
При первоначальном тестировании, проведённом в 1998 году, автомобиль получил только три звезды. Имела место значительная деформация кузова в зоне ног водителя, сварные швы пола разошлись — причиной стали вмятые в глубину арки колёс. Снижение оценки также было вызвано значительными нагрузками от ремня безопасности на грудь пассажира, а также большим — 23 сантиметра — смещением назад педали тормоза.
Через некоторое время в систему Euro NCAP был включён «столбовой» тест. Компания Mercedes-Benz усовершенствовала модель и были проведены повторные испытания. Улучшенный автомобиль получил четыре звезды по обновлённой системе тестирования.
| Euro NCAP                                                        | Euro NCAP | Euro NCAP | Euro NCAP |
| ---------------------------------------------------------------- | --------- | --------- | --------- |
| Рейтинги                                                         | Пассажир  |           | 26        |
| Рейтинги                                                         | Пешеход   |           | 17        |
| Протестированная модель: Mercedes-Benz E320 CDI Avangarde (1998) |           |           |           |

### Линии исполнения

#### Classic
Данная линия исполнения характеризуется классическим, сдержанным дизайном как внешнего вида автомобиля, так и его интерьера. Ручки дверей выполнены в чёрном цвете, на контрастных боковых молдингах присутствуют шильдики с надписью «Classic». В зависимости от двигателя на автомобиль устанавливаются 15 или 16-дюймовые стальные колёса с колпаками. Переднюю часть кузова украшает классическая, сетчатая решётка радиатора и стандартная оптика.

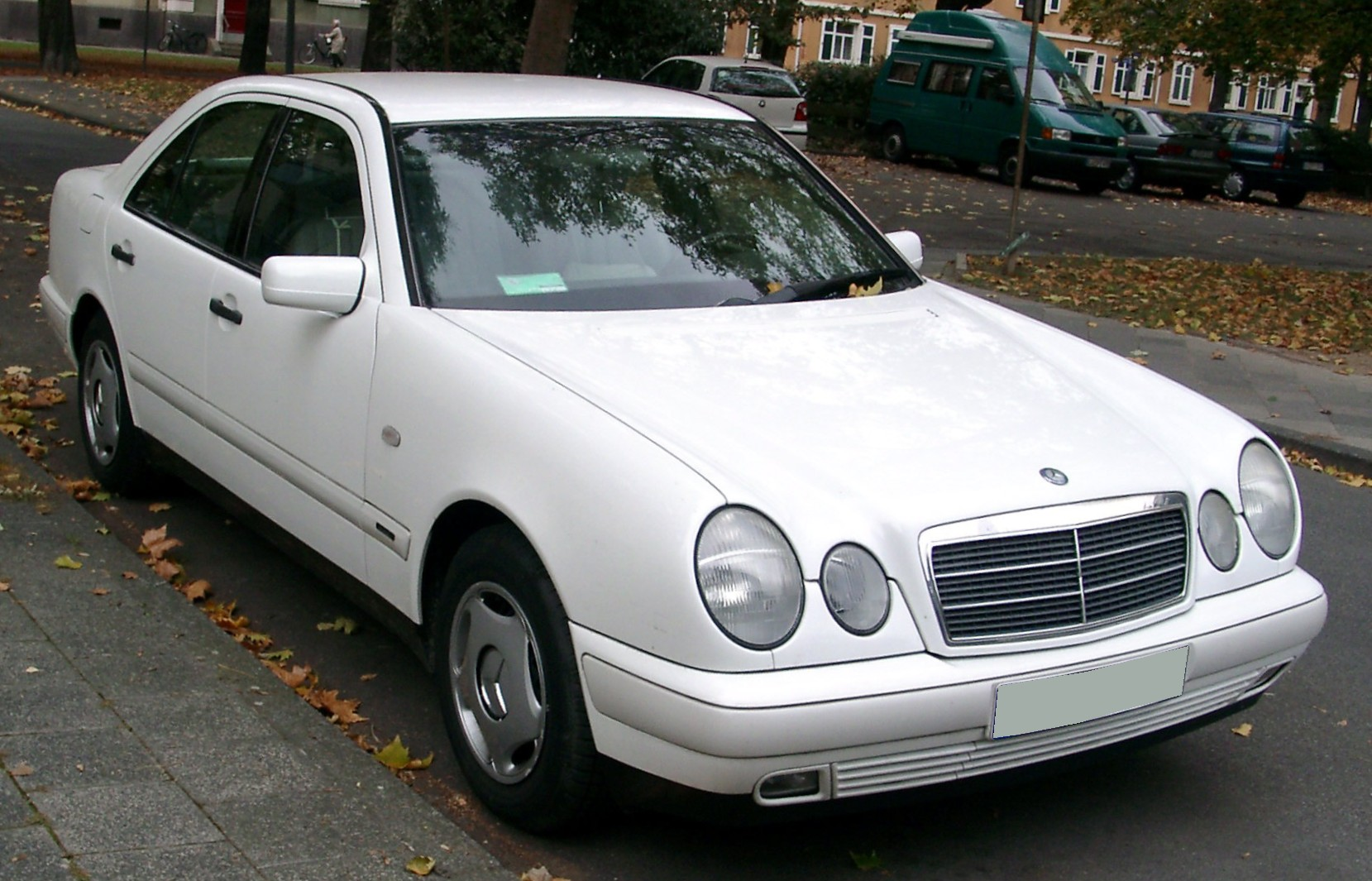
Mercedes-Benz W210 Classic (1995–1999)
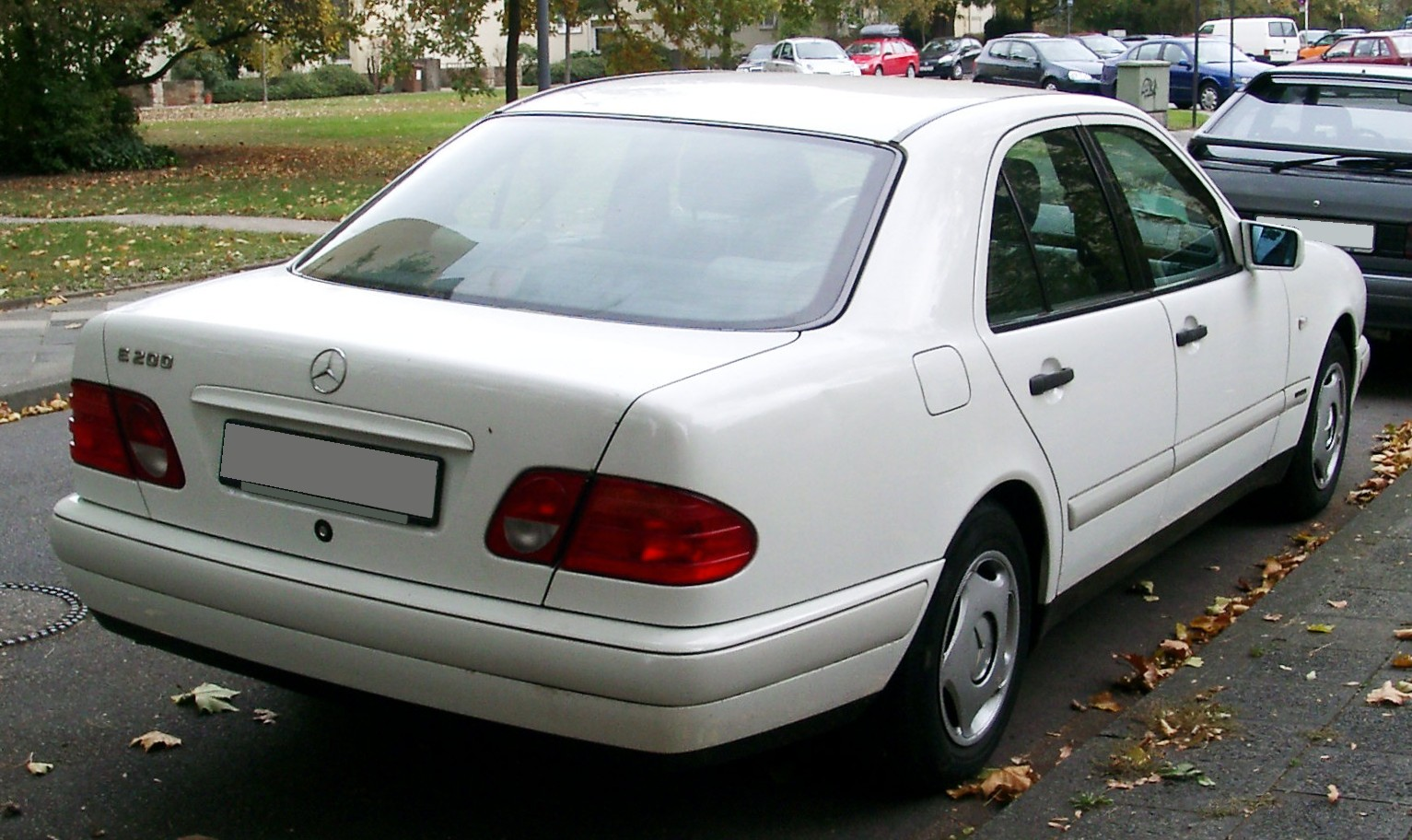
Вид сзади
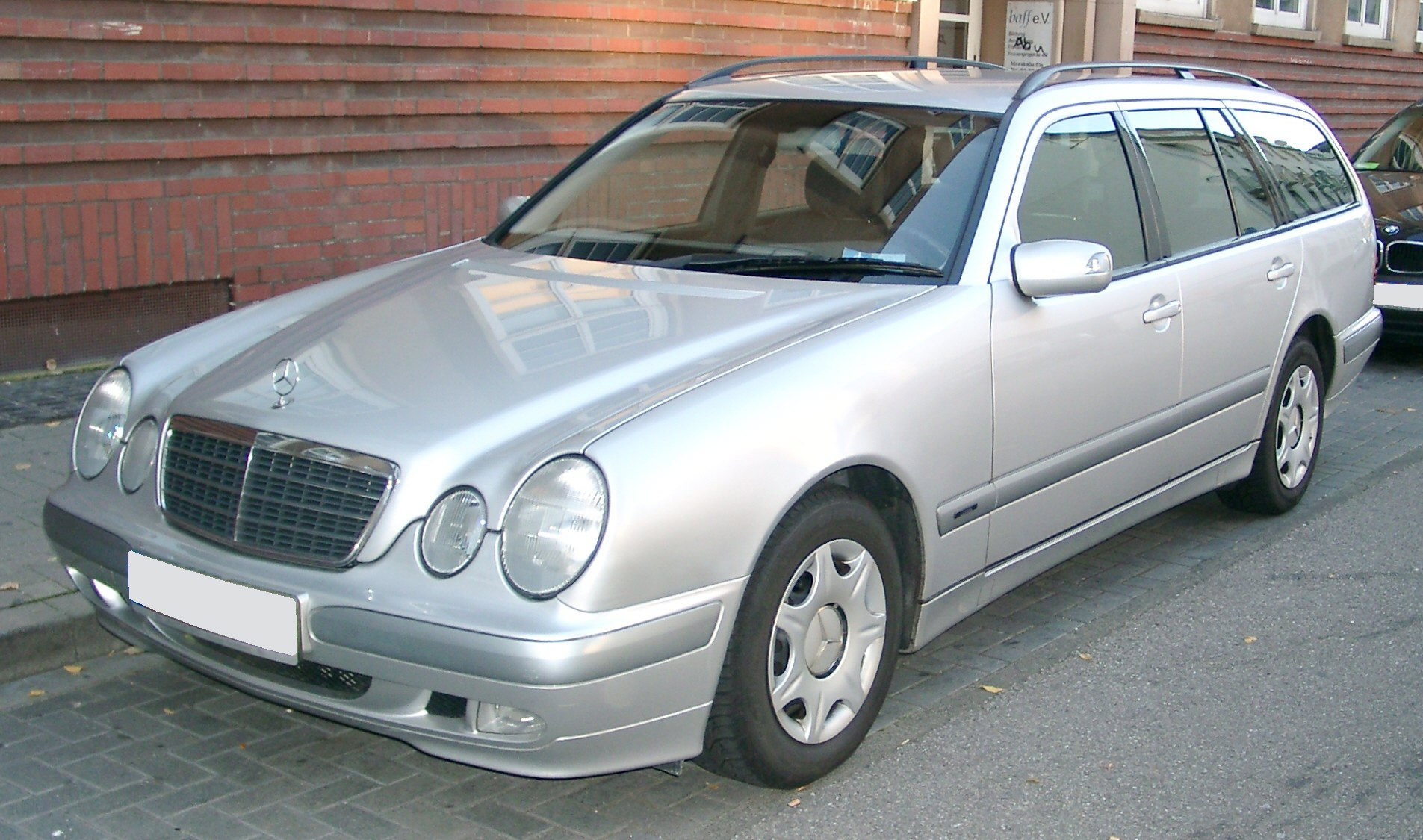
Mercedes-Benz S210 Classic (1999–2003)
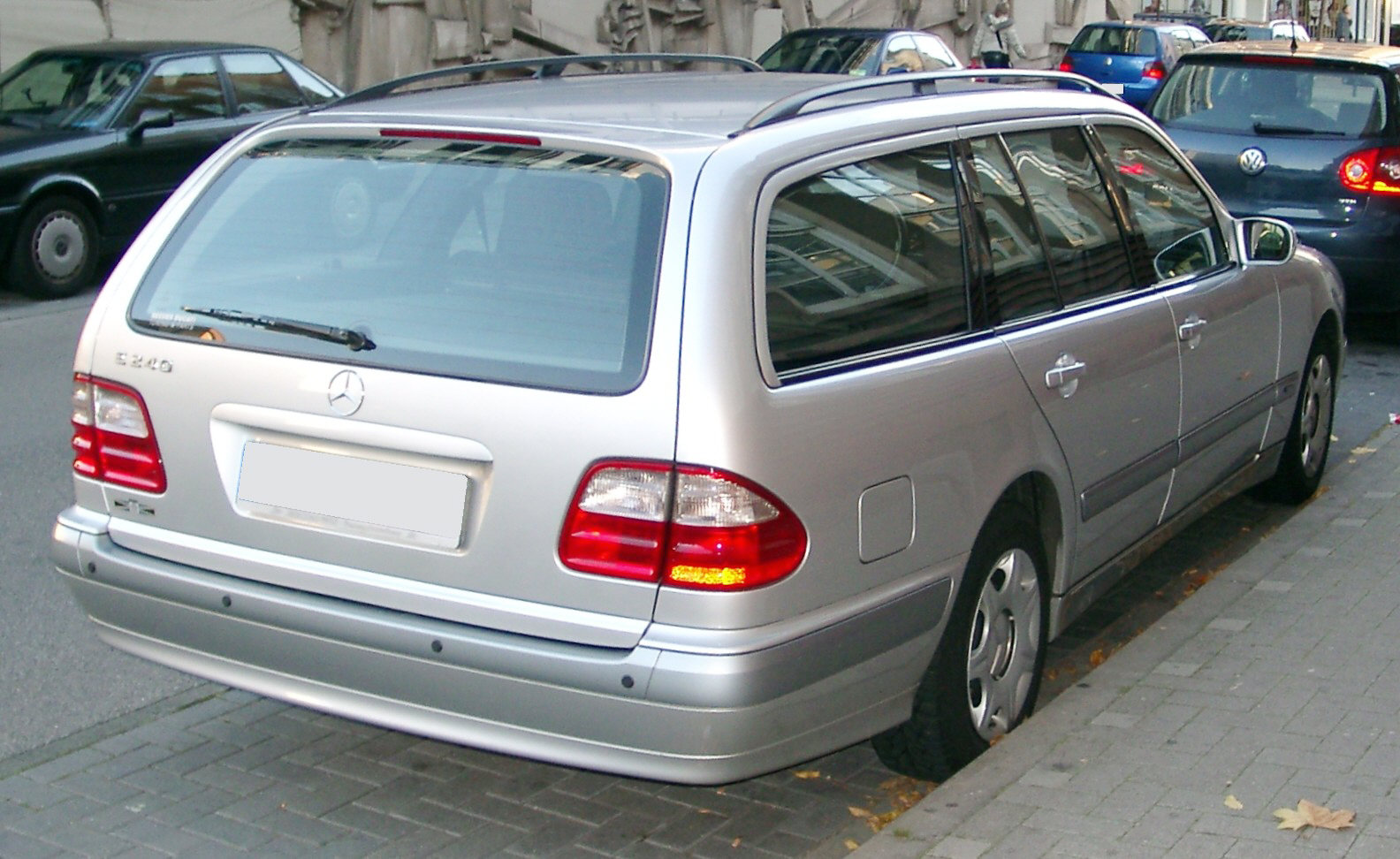
Вид сзади

#### Elegance
Линия исполнения Elegance придаёт автомобилю плавность линий и элегантность. В неё входят отделка салона деревом, кожаные рукоятка переключения передач и рулевое колесо, система вентиляции для задней части салона и легкосплавные диски. От классического оформления автомобиль отличается наличием хромированных дверных ручек, боковых молдингов, декоративных накладок на бамперах. Молдинги, расположенные на крыше, окрашиваются в цвет кузова. На крыльях присутствуют шильдики «Elegance».
Стандартные сиденья оснащаются специальными карманами на спинках. На нижнюю часть дверей устанавливается подсветка, облегчающая посадку при недостатке освещения. В заднюю часть центрального подлокотника устанавливаются вентиляционные отверстия. Самозатемняющееся зеркало заднего вида оснащается подсветкой. Накладка селектора КПП обозначена надписью «Elegance». Декоративные планки выполнены из ценных пород древесины (грецкий орех). Алюминиевые пороги украшаются надписью «Mercedes-Benz». Дизайн обивки выполнен в стиле Monte Carlo.
В стандартной комплектации линия дополнялась в зависимости от двигателя 16 или 17-дюймовыми легкосплавными дисками.

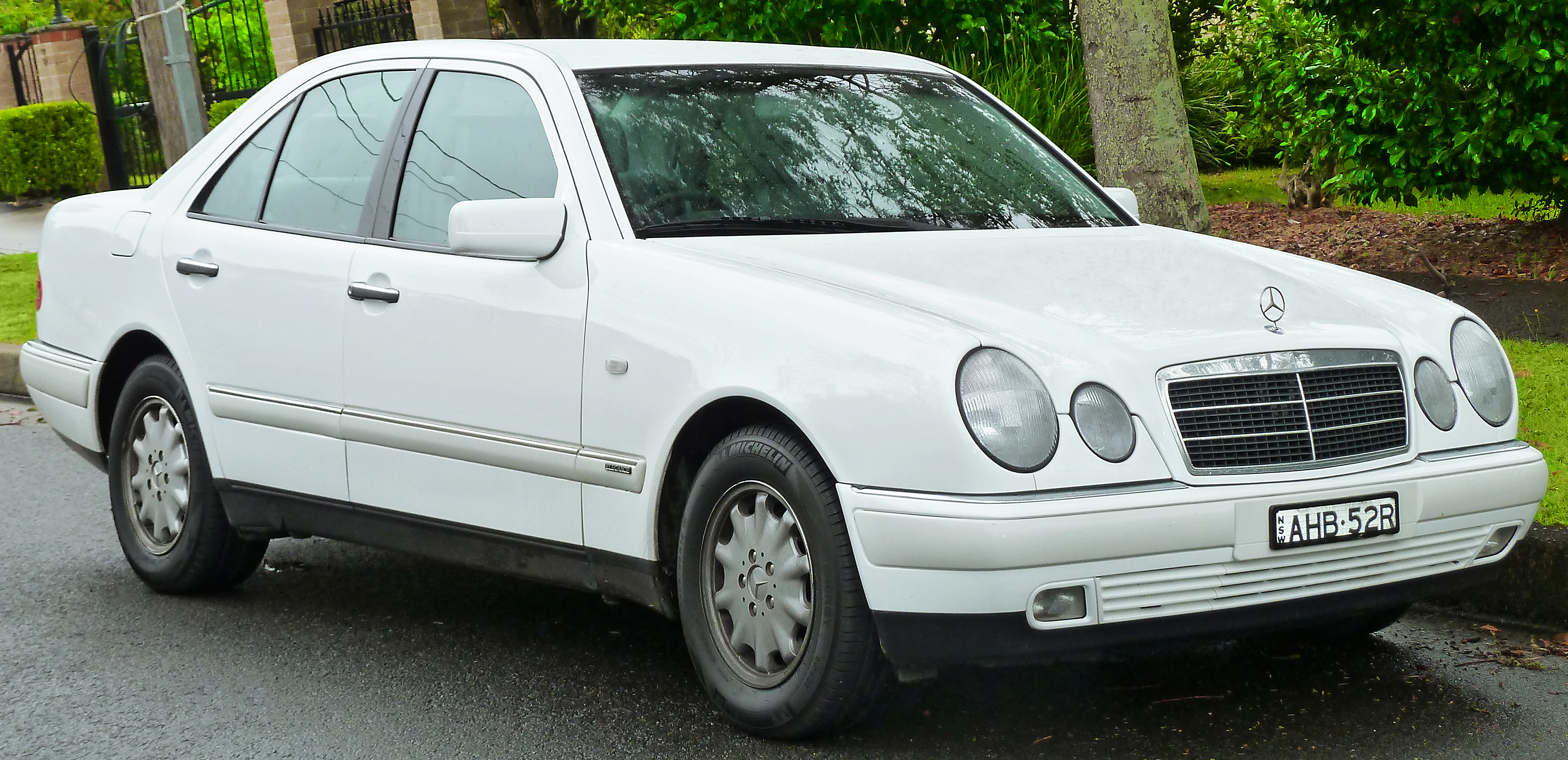
Mercedes-Benz W210 Elegance (1998—1999)
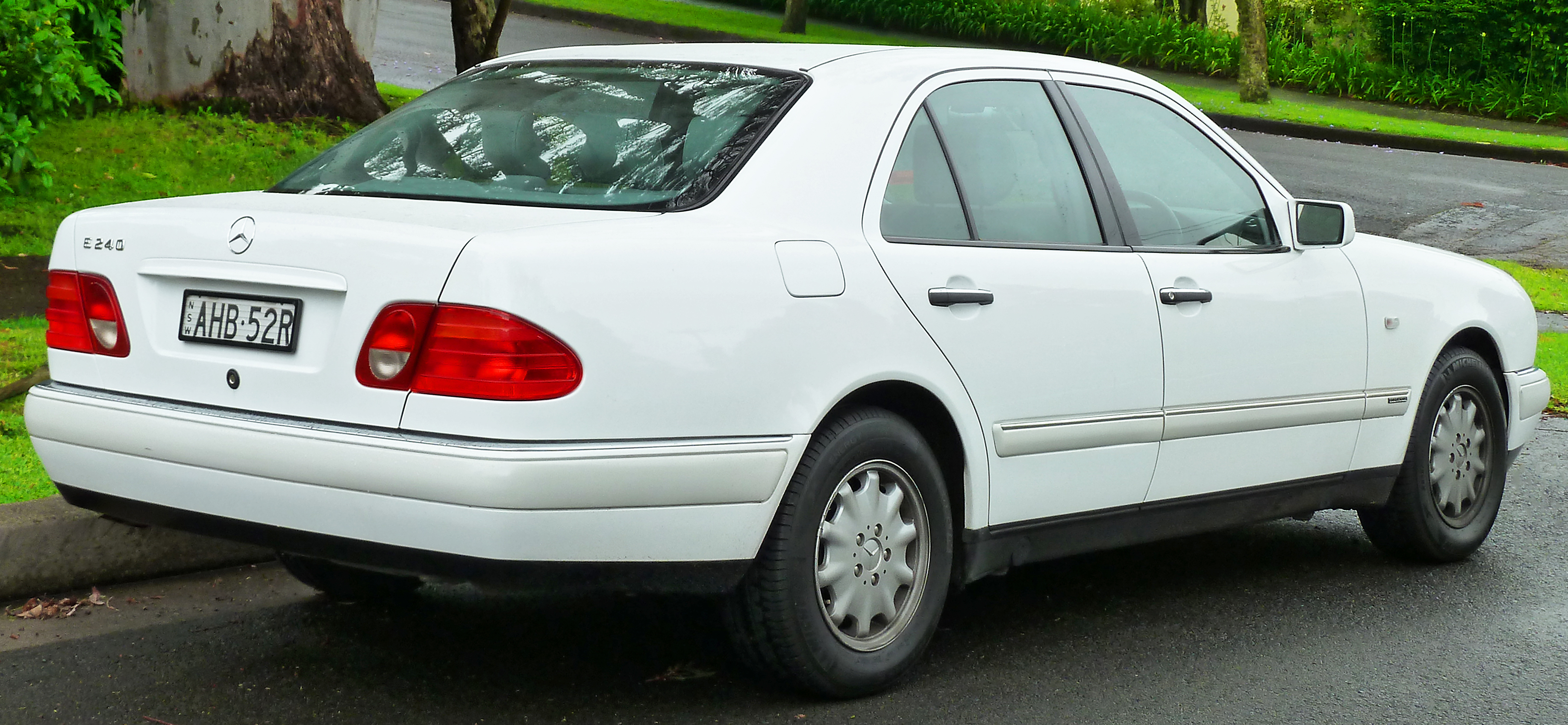
Вид сзади
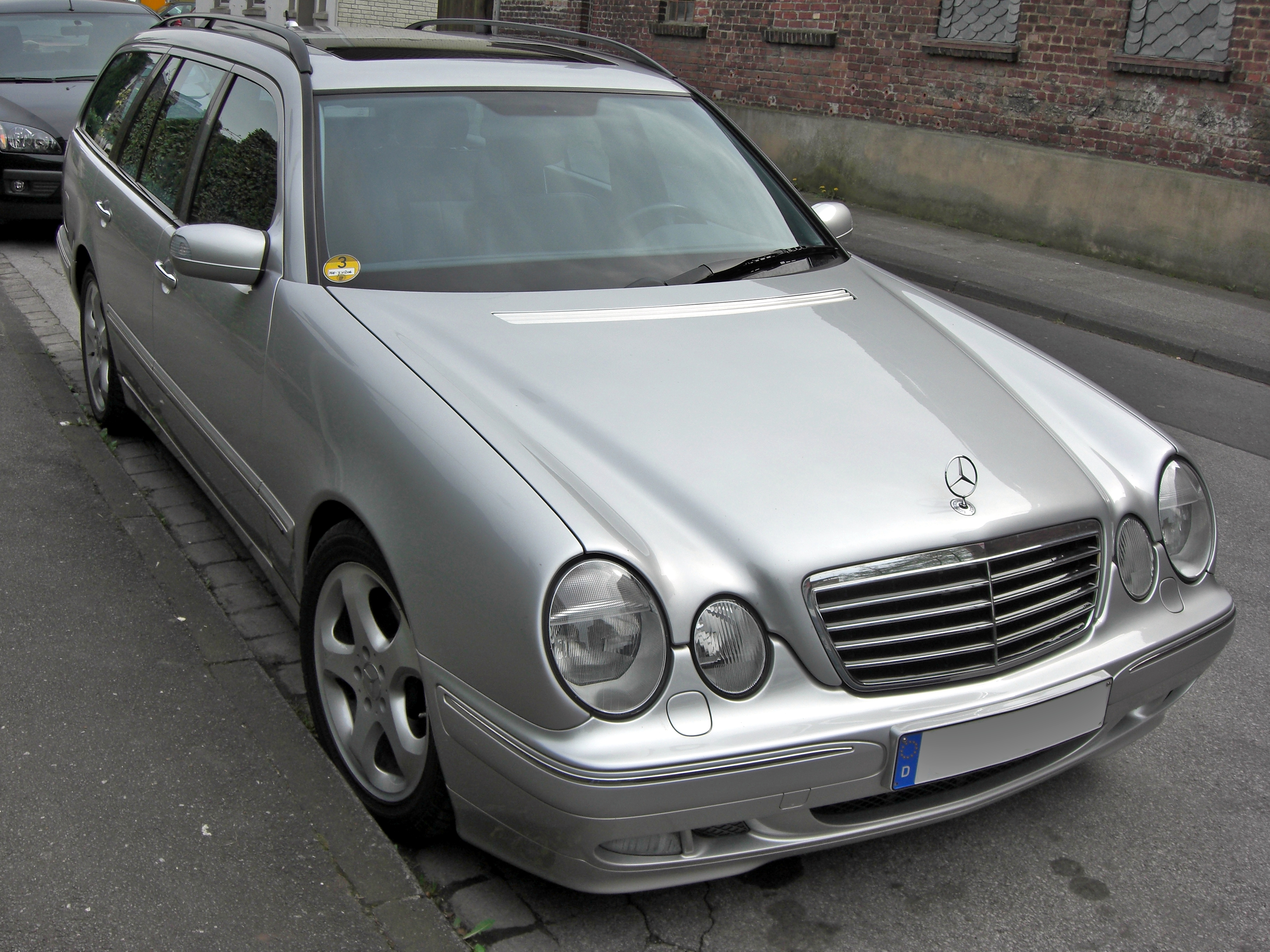
Mercedes-Benz S210 Elegance (1999—2003)
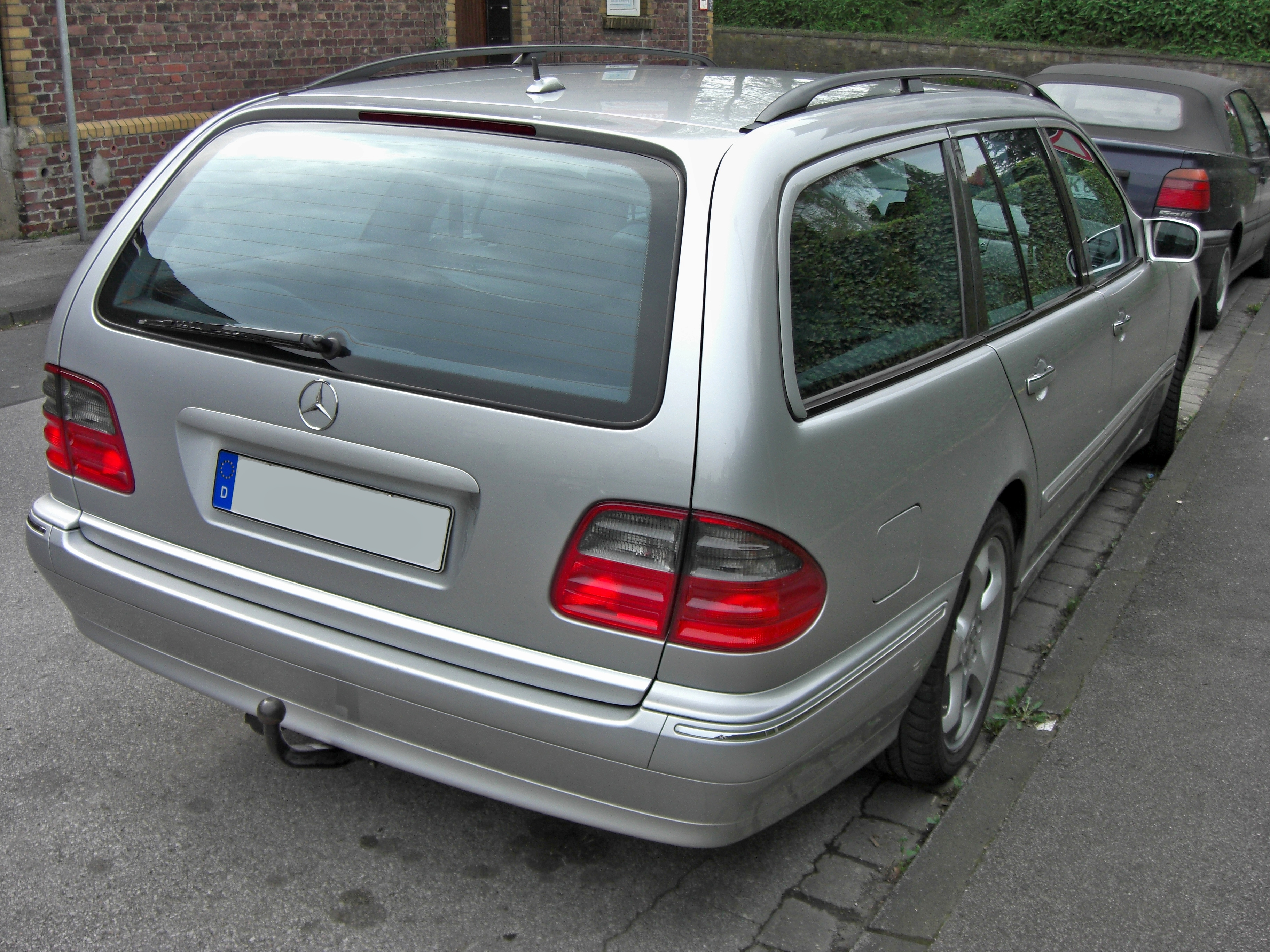
Вид сзади

#### Avantgarde
Линия исполнения Avantgarde придаёт автомобилю более спортивный внешний вид. Она включает в себя эксклюзивную решётку радиатора, включающую пять горизонтальных хромированных полос, ксеноновые фары (с газоразрядными лампами и системой динамического регулирования диапазона освещения), 16-дюймовые легкосплавные диски в дизайне из пяти отверстий и широкопрофильные шины. Автомобили данной серии обладают заниженным кузовом и спортивной подвеской.
Как и в серии Elegance присутствуют хромированные накладки. Молдинги на крыше и по бокам окрашиваются в цвет кузова. В отличие от других линий исполнения стекло стиля Avantgarde тонируется синим, а не зелёным цветом. Облицовка центральной стойки имеет градиент в цвет кузова. Решётка радиатора имеет поперечные рейки с чёрными глянцевыми вставки. На молдинге переднего крыла присутствует шильдик «Avantgarde». В дополнение к стандартным цветам окраски кузова предлагаются «амазоновый зелёный металлик» и «violan».
Салон автомобиля данной линии оснащается тем же оборудованием, как и в линии Elegance. Декоративные планки интерьера выполняются из ценных пород древесины (клён). Рычаг переключения передач, руль и ремни безопасности в данной линии исполнения всегда выполнены в чёрном цвете. Обивка выполнена в стиле «Тиффани». После рестайлинга 1999 года пополнился и модернизировался набор стандартного оборудования и вариантов оформления салона. Помимо клёна стала доступна отделка из древесины сапеле. Новый дизайн ткани «Тиффани» выполнялся в основном чёрном цвете с тремя дополнительным цветами на выбор. Новые 16 или 17-дюймовые легкосплавные диски с дизайном из пяти отверстий стали стандартом данной линии исполнения.

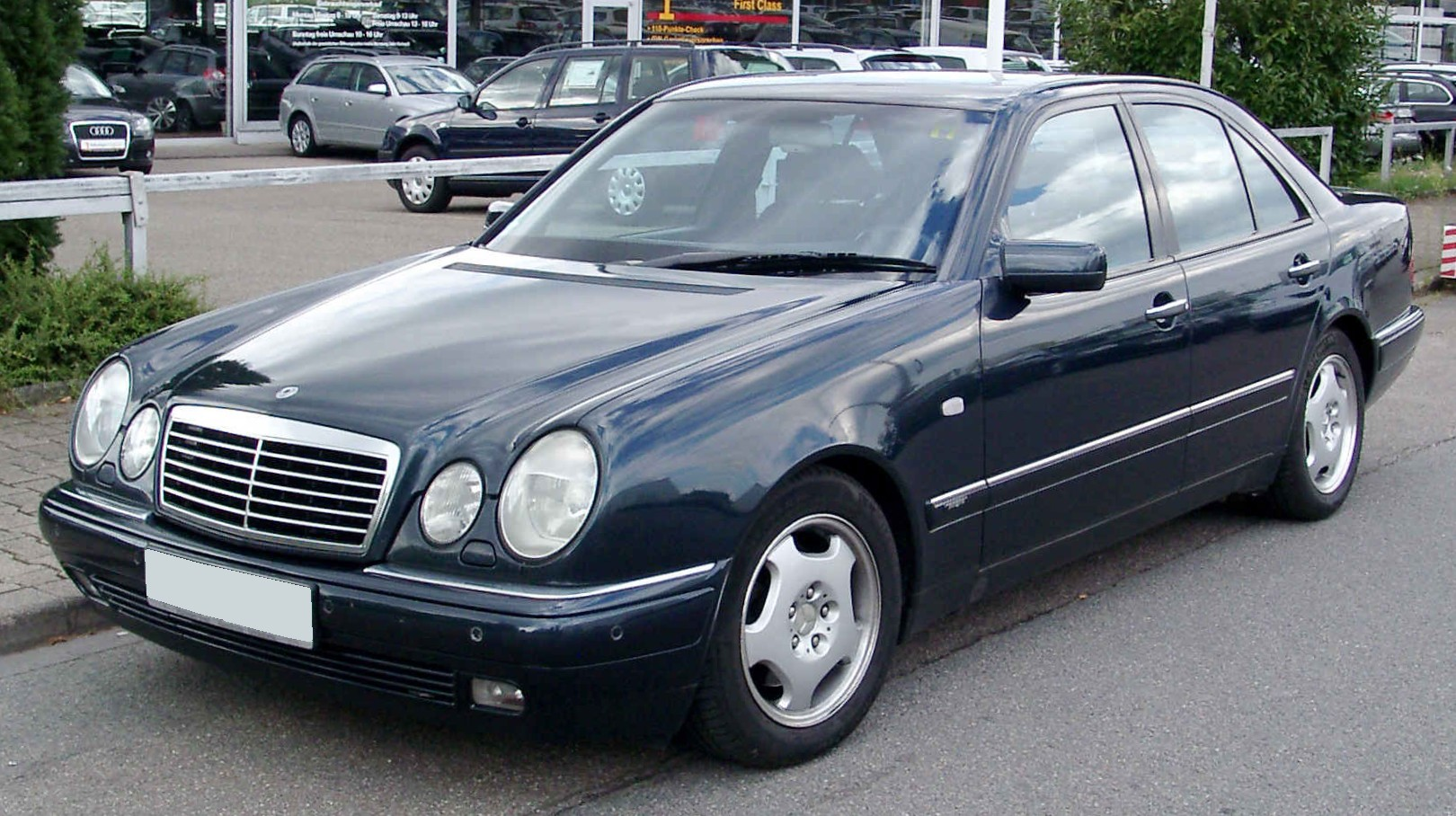
Mercedes-Benz W210 Avantgarde (1995—1999)
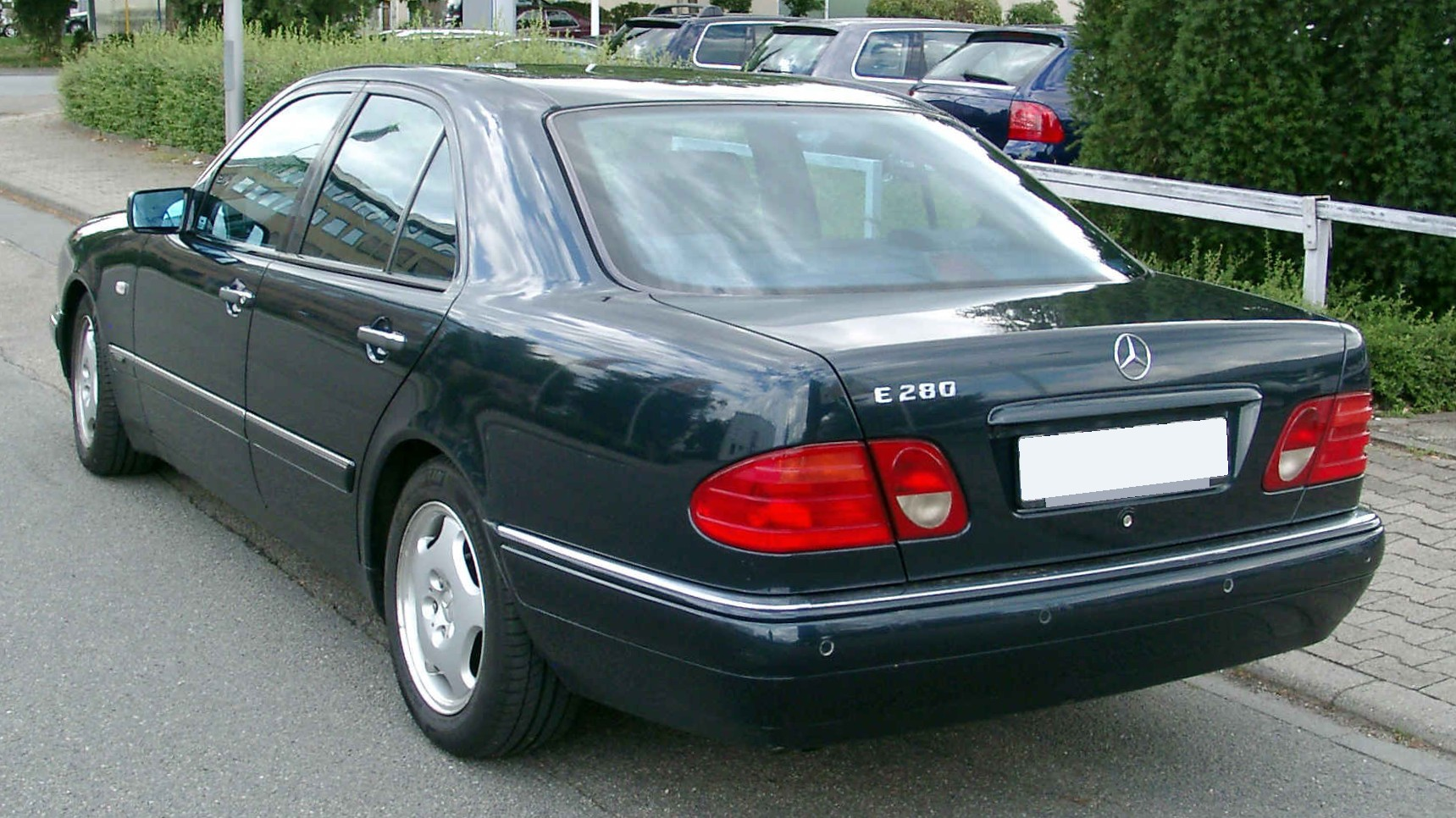
Вид сзади
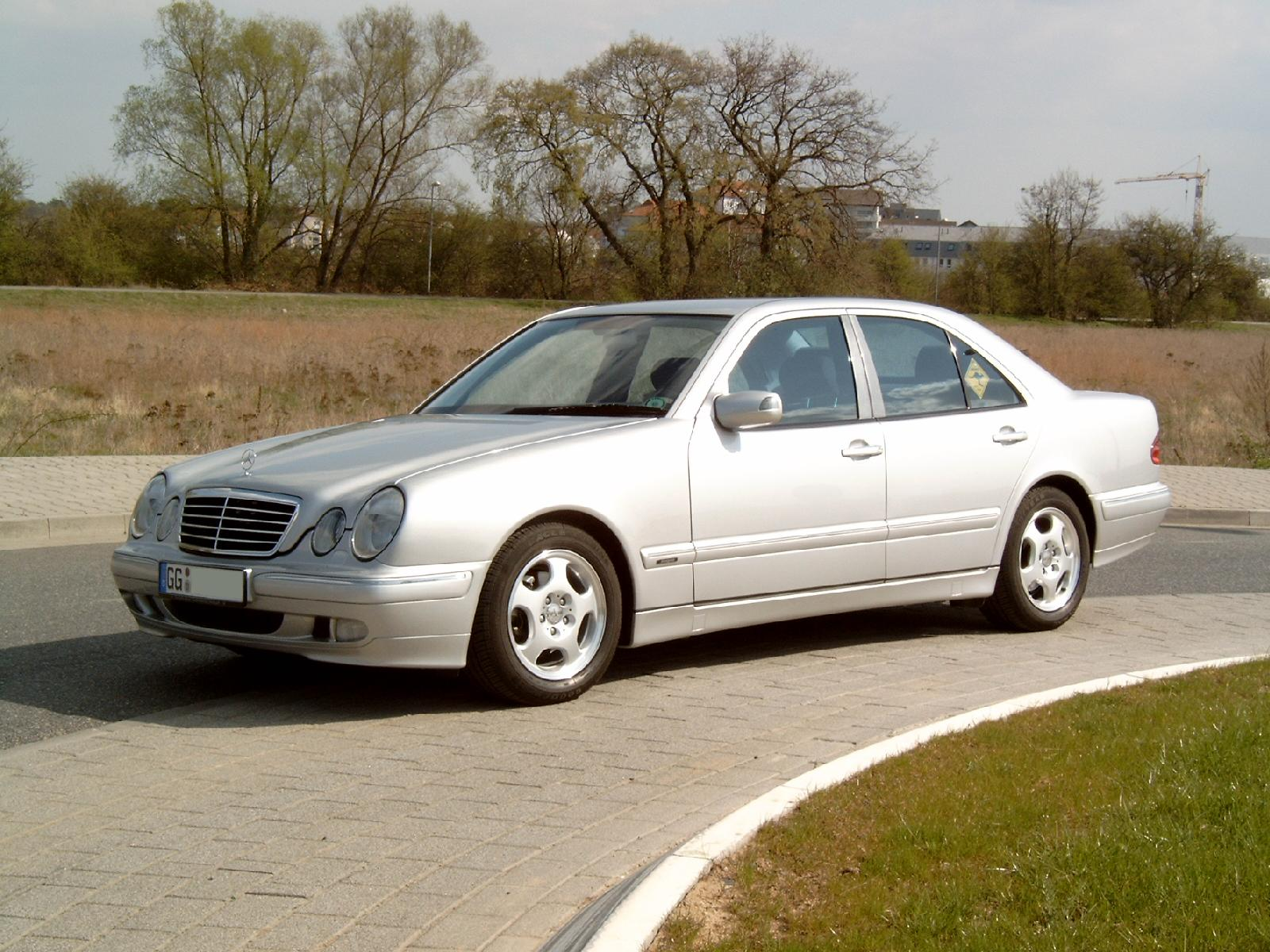
Mercedes-Benz W210 Avantgarde (1999—2002)
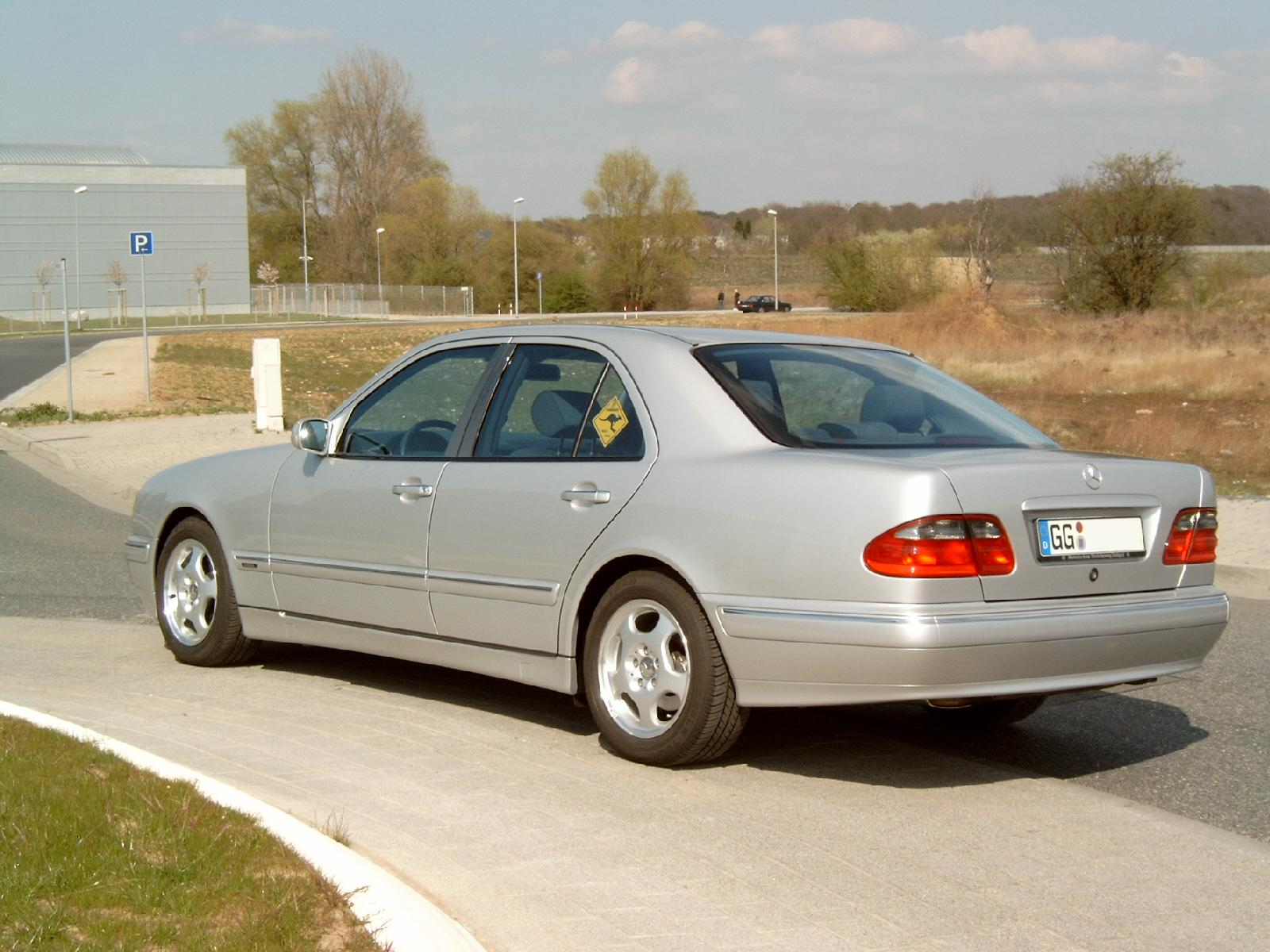
Вид сзади

## AMG модификации
Всего изначально независимое, а впоследствии в качестве подразделения концерна Daimler AG, тюнинг-ателье AMG выпускало 4 версии E-класса на базе W210: E36, E50, E55 и E60 AMG.
Автомобили E50, E55 и E60 AMG оснащались независимой на двойных поперечных рычагах передней и 5-рычажной задней (с 2000 года независимой для E55 AMG) подвесками с винтовыми пружинами, газовыми амортизаторами и стабилизатором поперечной устойчивости. Тормозная система устанавливалась гидравлическая, двухконтурная, с вакуумным сервоприводом. Дисковые тормоза — вентилируемые с 2-поршневыми передними суппортами. Рулевое управление — с чувствительным к скорости усилителем и встроенным гидравлическим амортизатором. На автомобили устанавливались 8.0J x 18 передние и 9.0J x 18 задние диски из алюминиевого сплава (AMG II Monoblock). На них крепились 235/40 ZR18 передние и 265/35 ZR18 задние шины соответственно.
Коэффициент аэродинамического сопротивления автомобилей составлял 0.29. Длина — 4810 мм, ширина — 1799 мм, высота — 1445 мм. Снаряженная масса автомобиля составляла 1715 кг.

### E36 AMG

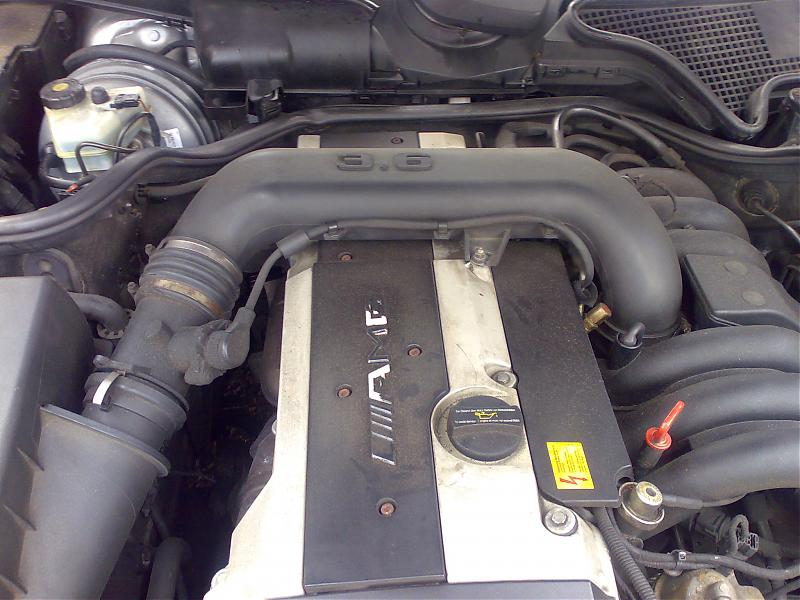
E36 AMG engine

В 1996 году появилась первая модель, модифицированная тюнинг-ателье AMG — E36 AMG, которая является редчайшим автомобилем в линейке продуктов AMG из-за низкого числа выпущенных копий и малой длительности производства. На базе W210 автомобиль выпускался в 1996—1997 годах и не был доступен на рынке США. В Австралии стоимость составляла 185 000 австралийских долларов и было продано только 29 единиц модификации.
E36 AMG оборудовался 3.6-литровым двигателем M104.995, разгонявшим автомобиль с 0 до 100 км/ч за 6.7 секунд. Максимальная скорость была ограничена на отметке в 250 км/ч (электронное ограничение). Рабочий объем 3.6 литра был получен путём установки коленчатого вала от двигателя 350SD в двигатель М104. Такой же силовой агрегат использовался на моделях Mercedes-Benz C36 AMG (W202) и E36 AMG (W124).

### E50 AMG
Модель E50 AMG производилась с 1995 по 1997 год и не была доступна на рынке США. Она оснащалась 5-литровым V8 M119  (DOHC, 4 клапана на цилиндр) двигателем M119.985 мощностью 347 л.с. при 5550 об/мин. Крутящий момент составлял 481 Н·м при 3200—4400 об/мин. Такой же силовой агрегат устанавливался на автомобили Mercedes-Benz S500 и SL500. E50 AMG оснащали 5-ступенчатой автоматической коробкой передач серии 722.60x. В результате скорость разгона с 0 до 100 км/ч по заявлению производителя составляла 6.2 секунды (по тестам немецкого издания Auto Motor und Sport от 9/96 — 5.8 секунды). Максимальная скорость составляла 270 км/ч.
Всего было выпущено около 2870 единиц E50 AMG. Внешний вид автомобиля переняли модели E55 1998 и 1999 годов.

### E55 AMG

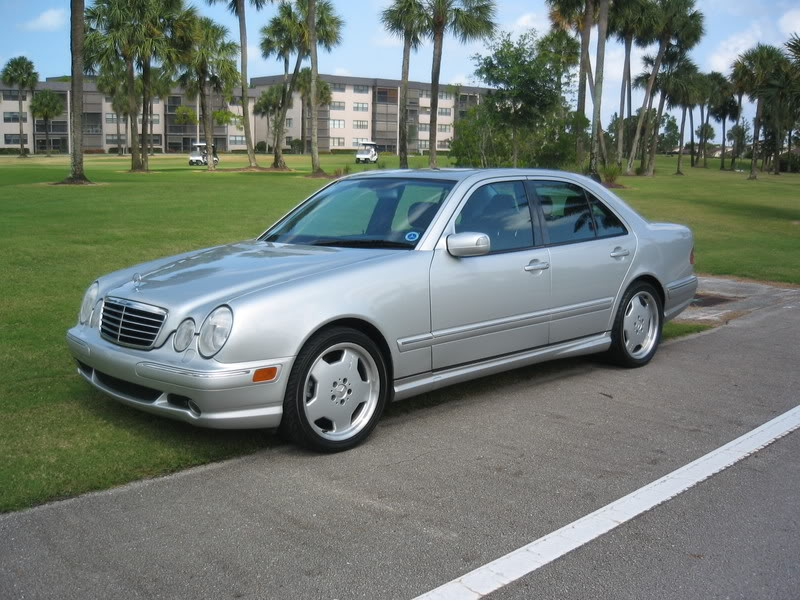
E55 AMG

В 1998 году на смену E50 пришла модель E55 AMG, которую начали экспортировать на рынок США.
На автомобиль устанавливали 8-цилиндровый SOHC (3 клапана на цилиндр) двигатель M113 объёмом 5.5 литра, который выдавал мощность в 354 л.с. при 5550 об/мин. Крутящий момент составлял 530 Н·м при 3150—4500 об/мин. Как и на предыдущих версиях блок цилиндров двигателя выполнялся методом литья под давлением. Силовой агрегат оснащался 5-ступенчатой автоматической коробкой передач серии 722.6.
Скорость разгона автомобиля с 0 до 100 км/ч составляла 5.4 секунды для седана и 5.7 с для версии в кузове универсал. Немецкому изданию Auto Motor und Sport в 1998 году удалось разогнать автомобиль за 5.3 секунды, тест-драйвы журнала Car and Driver показали цифры в диапазон 4.9—5.5 секунды. Максимальная скорость составляла 250 км/ч (электронное ограничение). По запросу клиента на автомобиль могла быть установлена система полного привода 4MATIC.
Рестайлинг 1999 года затронул и AMG модели линейки E-класса. По запросу клиента на автомобиль устанавливались 18-дюймовые AMG диски, спортивная подвеска,  AMG / Avantgarde передние и задние панели кузова с «динамическими» боковыми юбками, тормозная система AMG, противотуманные фары, голубые стёкла и ксеноновая передняя оптика. Салон автомобиля был выполнен из эксклюзивной кожи «Кондор» и высококачественной древесины глазкового клёна и оснащался мультиконтурными спортивными сиденьями AMG с подогревом. В распоряжении водителя и пассажиров были многофункциональный компьютер, автоматическая система климат-контроля, акустическая система Bose, люк и телескопический, многофункциональный спортивный руль AMG, отделанный кожей. Большинство из этих опций являлись стандартом для Северной Америки.

### E60 AMG

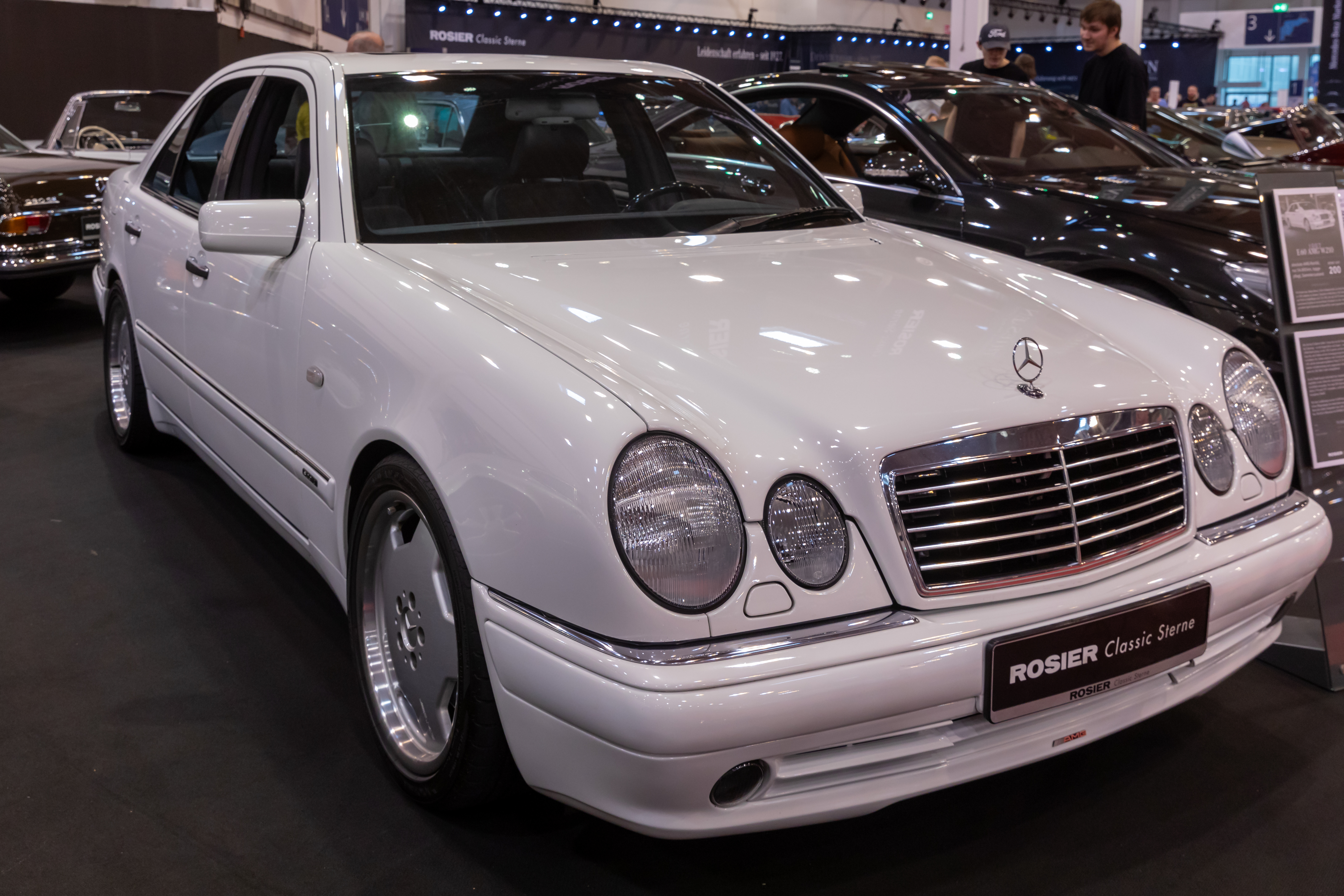
Mercedes-Benz E60 AMG

С 1996 года по 1998 выпускалась топовая версия E60 AMG с 6.0-литровым V8 двигателем M119.985, который имел мощность в 381 л.с. (280 кВт). Разгон автомобиля с 0 до 100 км/ч составлял 5.1 секунды.
Кроме того, существовала также самая ранняя версия с индексом E60 AMG, выпускавшаяся в 1996 году, под капотом у которой находился 6.3-литровый двигатель M119, развивавший мощность в 405 л. с. (298 кВт) и 616 Н·м крутящего момента.

## Основные проблемы
В целом Mercedes-Benz W210 считается достаточно надёжным и простым с технической точки зрения автомобилем. Тем не менее, на протяжении многих лет эксплуатации были выявлены определённые недостатки. Наиболее проблемной из них является массивное повреждение кузова от коррозии, что значительно повредило репутации E-класса. Связано это в первую очередь с конструктивными недостатками и применением красок на водной основе, с которыми компания экспериментировала с 1992 года.
Чаще всего от коррозии страдают:
- дверные края под уплотнительной резиной[26];
- батарейный отсек под задним сиденьем;
- стойки и амортизаторы передней оси[27];
- передний и задний мосты (зачастую не видна из-за панелей)[28];
- край капота, а также в области радиатора и эмблемы компании;
- задние двери (опорный кронштейн, кромка окна);
- металл вокруг замка (седан)[28][29] и ручки багажника (универсал);
- нижняя часть кузова[30];
- передние и задние крылья (с внутренней стороны);
- крепление бампера;
- нижние пороги;
- металл передних крыльев возле фар.

### Основная
- Frank Barrett. Illustrated Buyer's Guide Mercedes-Benz.. — 2-е изд. — MBI Publishing, 1998. — (Motorbooks International Illustrated Buyer's Guide series). — ISBN 0760304513.
- Mercedes E-Klasse: Serie W210, 2000 bis 2001, Serie W211, 2002 bis 2006 : 1.8-/2.0-/2.6-/2.8-/3.2-/3.5-/4.3- und 5.0 Liter Benzinmotoren, 4, 6 und 8 Zylinder. — Bucheli, 2009. — 228 с. — ISBN 9783716821206.
- R.M. Clarke. Mercedes AMG Ultimate Portfolio 2000-2006. — Brooklands Books, 2007. — (Road Test Portfolio Series). — ISBN 9781855207486.

### Сервисные книги, руководства пользователя
- Mercedes E-Klasse 1993 bis 1995 (Serie W124) 1995 bis 1997 (Serie W210). — 1-е изд. — Verlag Bucheli, 2000. — (Reparaturanleitung series). — ISBN 2000.
- Peter Russek. Mercedes-Benz E-Class: W124 Series 1993–1995 / W210 Series 1995–2000 / 4- and 6-Cyl. Engines. — Peter Russek Publications, 2006. — (Pocket Mechanic Vehicle Manual). — ISBN 1898780978.
- Peter Russek. Mercedes-Benz E-class: Petrol W124 & W210 Workshop Manual 1993–2000. — Brooklands Books, 2008. — ISBN 9781855207684.
- Peter Russek. Mercedes-Benz E-Class: Petrol W210 & W211 Series Workshop Manual 2000-2006. — Brooklands Books, 2013. — 193 с. — ISBN 9781855207295.
- Peter Russek. Mercedes-Benz E-Class: Diesel W210 & W211 Series Workshop Manual 2000-2006. — Brooklands Books, 2013. — 236 с. — ISBN 978-1855209558.